# Cryptophis
Cryptophis är ett släkte i familjen giftsnokar.
Arterna är med en längd mindre än 75 cm små ormar. De förekommer i Australien och på Nya Guinea. Släktets medlemmar vistas i skogar och hittas ofta nära klippor. De jagar groddjur, små ödlor som skinkar och andra ormar. Individernas gift kan troligen inte orsaka allvarliga skador hos människor.
Antalet arter är inte helt utrett. The Reptile Database listar fem arter. Några arter flyttas enligt andra verk till andra släkten (till exempel Rhinoplocephalus).
- Cryptophis boschmai
- Cryptophis incredibilis
- Cryptophis nigrescens
- Cryptophis nigrostriatus
- Cryptophis pallidiceps